# Mini Paceman
MINI Paceman (R61) — кросовер, концепт якого з'явився ще в 2011 році, вперше був представлений в 2012 році на Паризькому автосалоні. Головними конкурентами цієї моделі є Nissan Juke, Kia Soul, Fiat 500X та Mazda CX-3.

## Опис
Mini Paceman має 1.6-літровий 4-циліндровий атмосферний двигун. Базовій моделі дістався атмосферний силовий агрегат на 121 к.с. Максимальна швидкість  192 км/год. До сотні автомобіль розганяється за 10.4 с. Витрачає автомобіль у змішаному циклі 6.0 л/100км. Привід на передні колеса. Наступною у переліку йде модель Cooper S з двигуном на 181 к.с. Максимальна швидкість складає 217 км/год. Розганяється автомобіль за 7.5 с., витрачаючи 6.1 л/100км у змішаному циклі. Привід може бути як переднім, так і повним. Найпотужнішою моделлю Paceman є John Cooper Works. Їй дістався турбодвигун на 208 к.с. Максимальна швидкість цієї моделі 226 км/год. Прискорення відбувається за 6.9 с. Витрата палива на рівні 7.4 л/100км у змішаному циклі. Привід на всі колеса. Пару двигунам складає 6-ступінчаста МКПП. 

## Огляд моделі

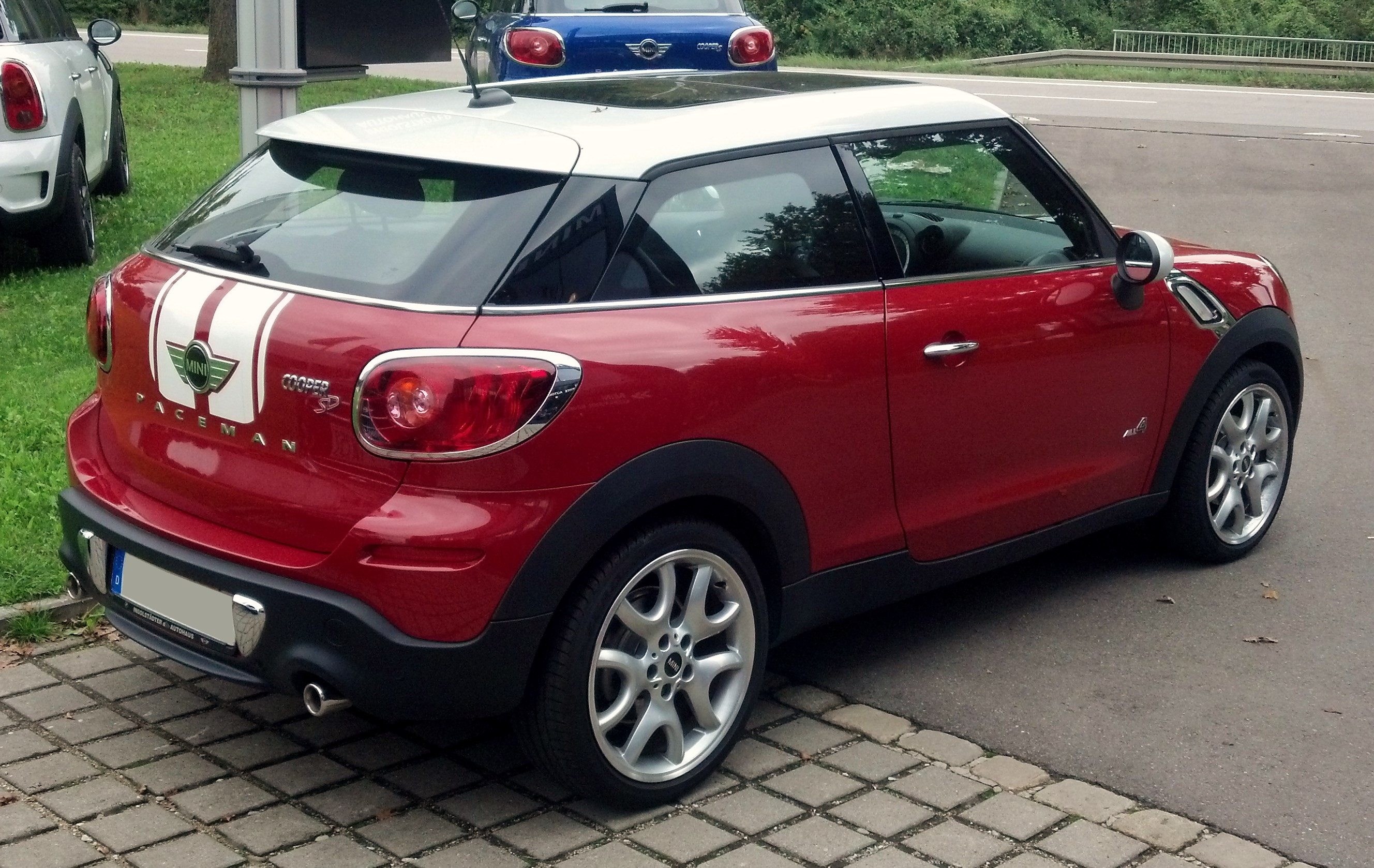
Mini Cooper SD Paceman back (2013-н.ч.)
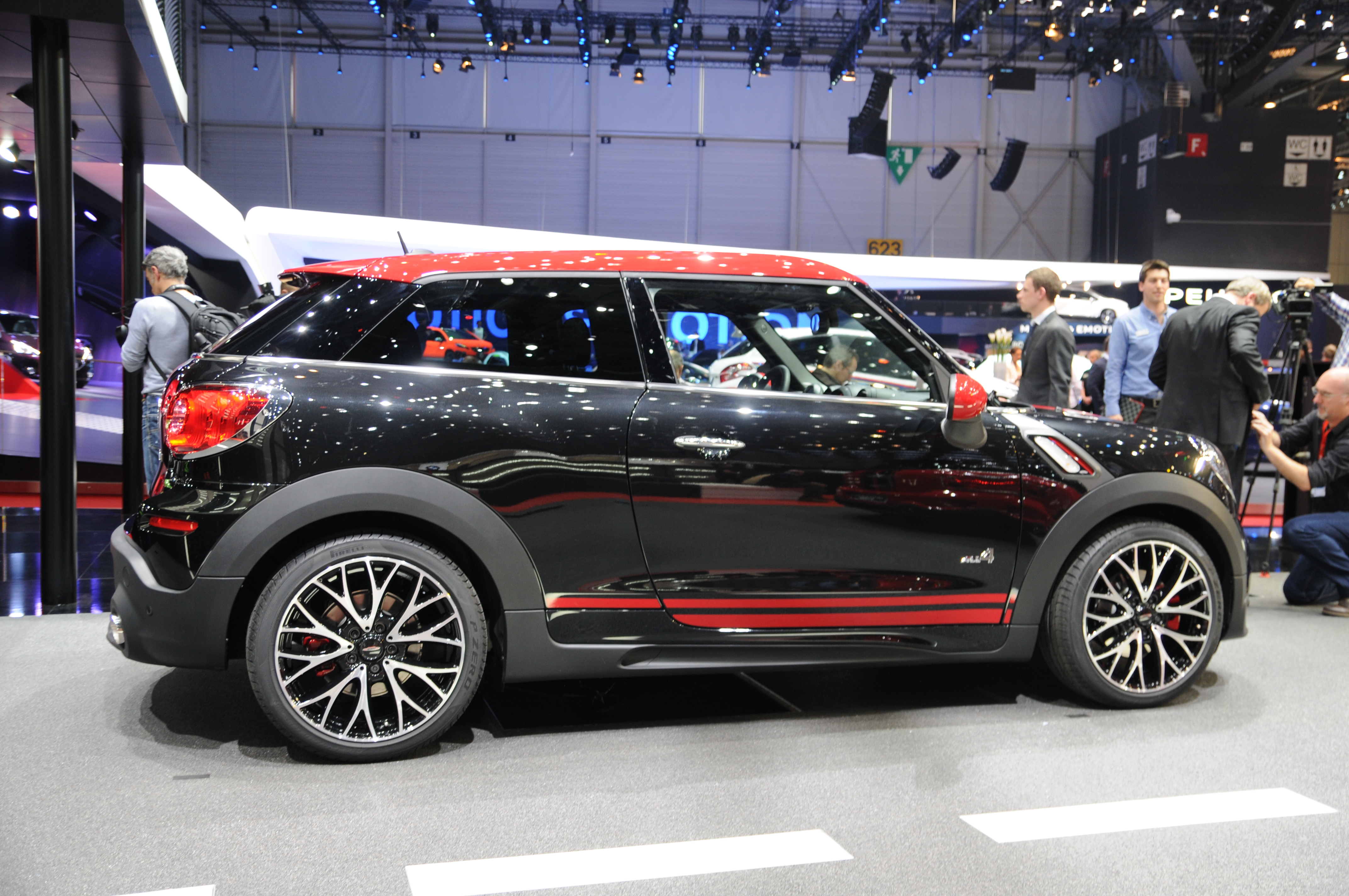
MINI Paceman side
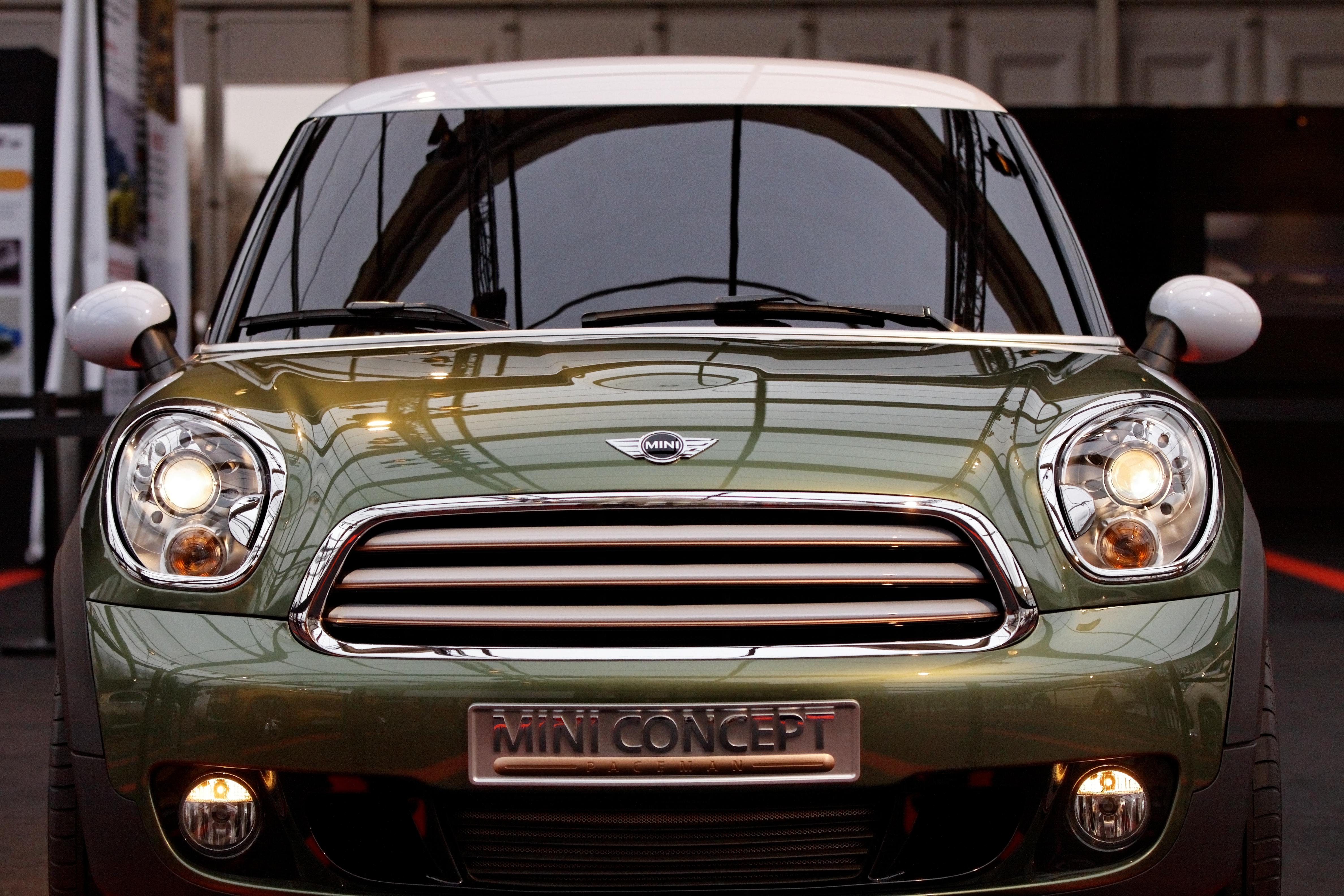
Mini Paceman front